# Grondrupsvogel
De grondrupsvogel (Coracina maxima) is een soort rupsvogel, endemisch in Australië.

## Kenmerken
De grondrupsvogel is inclusief staart 33,0 tot 35,5 centimeter. De kop en de rest van de bovenkant van de vogel zijn lichtgrijs. De staart is lang en licht gevorkt; staart en vleugels zijn zwart en contrasteren met lichte borst en buik waarop een fijne streping is te zien die ook aanwezig is op de stuit en de onderkant van de rug. Het is een slanke vogel met lange poten die sterk is aangepast aan het foerageren op de grond.

## Leefgebied
De grondrupsvogel komt voor in open landschappen met her en der bosjes en dode bomen, maar ook in aangeplante bossen en wijngaarden.

## Status
De grootte van de populatie is niet gekwantificeerd, maar er is geen aanleiding te veronderstellen dat de soort bedreigd wordt in zijn voortbestaan. Daarom staat de grondrupsvogel als niet bedreigd op de Rode Lijst van de IUCN.
De grondrupsvogel staat echter wel als kwetsbaar op de Rode Lijst van de deelstaat Victoria
- Video van grondrupsvogel foeragerend op de grond in Lockyer Waters, Zuidoost Queensland

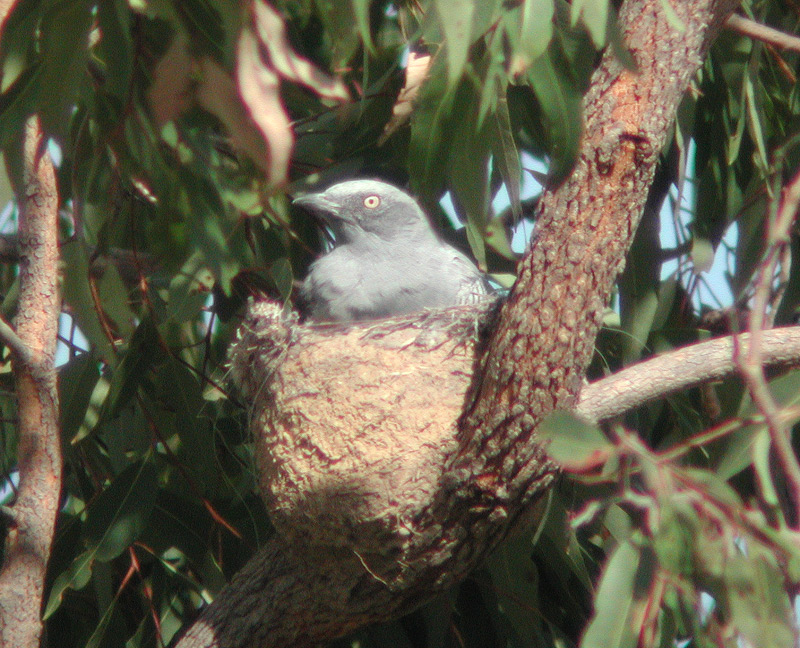
Volwassen vogel op nest.